# Mariya Itkina
Mariya Leontyevna Itkina (en russe : Мария Леонтьевна Иткина), née le 3 février 1932 à Roslavl et morte le 1er décembre 2020 à Minsk, est une athlète soviétique puis russe, spécialiste des épreuves de sprint et détentrice féminine du record du monde du 400 mètres entre 1957 et 1962. 

## Biographie
Licenciée au Dynamo de Minsk, Mariya Itkina se révèle lors de la saison 1954 en enlevant le titre du 200 mètres et du relais 4 × 400 mètres des Championnats d'Europe de Berne. Elle participe deux ans plus tard aux Jeux olympiques de 1956 à Melbourne et termine au pied du podium de l'épreuve du 4 × 100 m. 
En 1957, la Soviétique améliore à deux reprises le record du monde féminin du 400 mètres, signant successivement 54 s 0 à Minsk le 10 mai, puis 53 s 6 à Moscou le 6 juillet. Les records du monde féminins de la discipline sont reconnus par l'IAAF depuis le début de l'année 1957. L'année suivante à Stockholm, Mariya Itkina devient championne d'Europe du 400 m devant sa compatriote Yekatyerina Parlyuk, et obtient par ailleurs la médaille de bronze du 200 m. Elle établit un nouveau record du monde du 400 m le 12 septembre 1959 à Krasnodar en 53 s 4.
Sélectionnée pour les Jeux olympiques de Rome, en 1960, Mariya Itkina ne parvient pas à remporter la moindre médaille, elle termine au pied du podium des trois épreuves qu'elle dispute (100 m, 200 m et relais 4 × 100 m). Elle conserve son titre continental du 400 m lors des Championnats d'Europe 1962 de Belgrade en égalant son propre record du monde (53 s 4). 

## Records personnels
- 100 m : 11 s 4 (1960)
- 200 m : 23 s 4 (1956)
- 400 m : 52 s 9 (1965)

## Palmarès
| Date | Compétition           | Lieu      | Place | Épreuve   |
| ---- | --------------------- | --------- | ----- | --------- |
| 1954 | Championnats d'Europe | Berne     | 1re   | 200 m     |
| 1954 | Championnats d'Europe | Berne     | 1re   | 4 × 100 m |
| 1956 | Jeux olympiques       | Melbourne | 4e    | 4 × 100 m |
| 1957 | Universiade           | Paris     | 1re   | 200 m     |
| 1958 | Championnats d'Europe | Stockholm | 1re   | 400 m     |
| 1958 | Championnats d'Europe | Stockholm | 3e    | 200 m     |
| 1960 | Jeux olympiques       | Rome      | 4e    | 100 m     |
| 1960 | Jeux olympiques       | Rome      | 4e    | 200 m     |
| 1960 | Jeux olympiques       | Rome      | 4e    | 4 × 100 m |
| 1962 | Championnats d'Europe | Belgrade  | 1re   | 400 m     |
| 1964 | Jeux olympiques       | Tokyo     | 5e    | 4 × 100 m |